# Thomas S. Martin

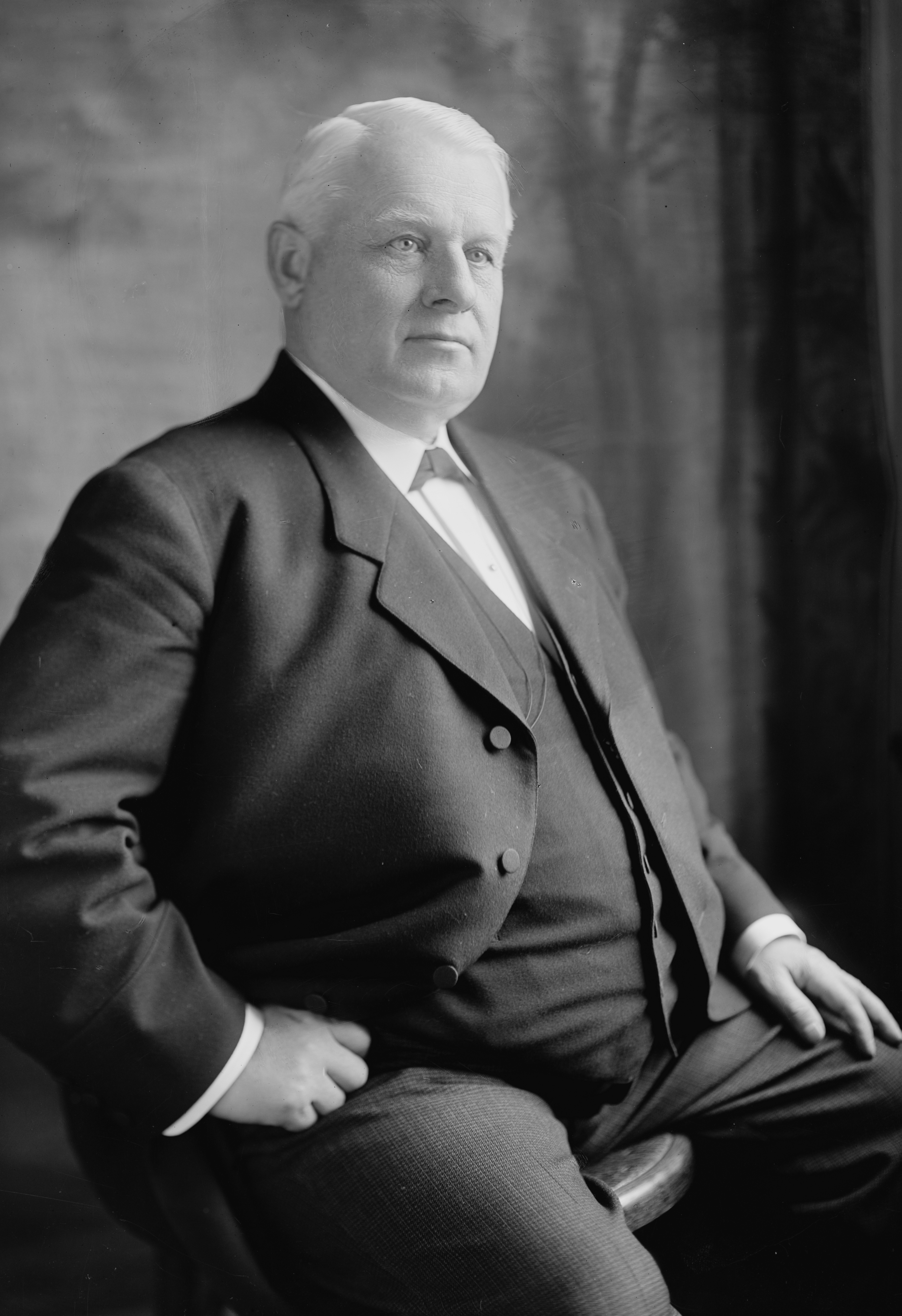
Thomas S. Martin

Thomas Staples Martin (* 29. Juli 1847 in Scottsville, Albemarle County, Virginia; † 12. November 1919 in Charlottesville, Virginia) war ein US-amerikanischer Politiker (Demokratische Partei), der den Bundesstaat Virginia im US-Senat vertrat.

## Frühes Leben
Nach dem Ende seiner Schulzeit besuchte Thomas Martin von 1864 bis 1865 zunächst das Virginia Military Institute in Lexington. Er leistete während des Bürgerkrieges außerdem seinen Militärdienst in der Armee der Konföderation. Aufgrund einer Erkrankung konnte er nicht bei der Schlacht bei New Market eingesetzt werden, bei der 57 Kadetten aus Virginia getötet oder verletzt wurden. Später nahm er am Lynchburg-Feldzug und den Kämpfen rund um das Kapitol der Konföderierten in Richmond teil.
Nach Kriegsende setzte Martin seine Ausbildung an der University of Virginia in Charlottesville fort, die er 1867 verließ, um seine Familie nach dem Tod seines Vaters zu unterstützen. 1869 absolvierte er eine Ausbildung in den Rechtswissenschaften, woraufhin er in die Anwaltskammer aufgenommen wurde und im Albemarle County zu praktizieren begann. In diesem Bezirk wurde er außerdem Mitglied im Leitungsgremium (Board of Visitors) der Miller Manual Labor School. In gleicher Funktion war er außerdem an der University of Virginia tätig. Als Anwalt vertrat er unter anderem die Eisenbahngesellschaft Chesapeake and Ohio Railroad. Auf diesem Weg kam er auch zunehmend mit der Politik in Berührung und schloss sich der Demokratischen Partei an.

## Politik
Martin wurde ein Vertrauter von John S. Barbour, der führenden Persönlichkeit bei den Demokraten in den 1880er-Jahren. Barbour war es gelungen, seine Partei wieder zur bestimmenden politischen Kraft in Virginia zu machen, nachdem sie diese Rolle im Anschluss an die Reconstruction zeitweise an die Readjuster Party verloren hatte, einen Zusammenschluss von Republikanern, konservativen Demokraten und Afroamerikanern. Von 1889 bis zu seinem Tod im Jahr 1892 saß Barbour auch im US-Senat.
Zu diesem Zeitpunkt war Martin bereits in den Führungskreis der Demokratischen Partei Virginias aufgestiegen, ohne allerdings große Popularität errungen zu haben. Dies lag auch daran, dass er es vorzog, hinter den Kulissen zu arbeiten. So galt er auch als Außenseiter, als im Dezember 1893 ein Nachfolger für den verstorbenen John Barbour gewählt werden musste, dessen Platz für die restliche Legislaturperiode Eppa Hunton eingenommen hatte. Favorisiert war der ehemalige Gouverneur von Virginia, Fitzhugh Lee, der Neffe von Bürgerkriegsgeneral Robert E. Lee. Allerdings wurden die Senatoren zu diesem Zeitpunkt noch nicht durch das Volk gewählt, sondern durch die jeweiligen Staatsparlamente; dies änderte sich erst 1913 durch den 17. Verfassungszusatz. Martin nutzte seine vielfältigen Beziehungen, um Stimmen für sich zu sammeln, und setzte sich letztlich bei der Wahl in der Virginia General Assembly mit 66:55 gegen Lee durch, was als eine der größten Überraschungen in der Politikgeschichte Virginias gilt.
Mit diesem Erfolg übernahm Martin endgültig die Führung der Demokraten auf Staatsebene. Er baute eine „Political Machine“ auf, die seiner Partei in Virginia bis in die 1960er-Jahre die Macht sichern sollte. Auch nach seinem Amtsantritt in Washington, D.C. am 4. März 1895 lag sein Augenmerk stets darauf, die Kontrolle über das Geschehen in der Heimat zu behalten. Unterstützt wurde er dabei von den jungen Staatspolitikern Henry D. Flood – später Abgeordneter im US-Repräsentantenhaus – und Claude A. Swanson, der von 1906 bis 1910 Gouverneur von Virginia sowie in seinen späten Lebensjahren US-Marineminister werden sollte.
Martin wurde 1899 erstmals bestätigt. In der Folge begann er auch seine Position in der Bundeshauptstadt auszubauen und in der Partei auf nationaler Ebene aufzusteigen. Dabei half ihm seine Fähigkeit, ausgleichend zwischen den Parteiflügeln zu wirken; so unterstützte er bei der Präsidentschaftswahl 1896 den jungen Kongressabgeordneten William Jennings Bryan aus Nebraska und gewann damit die Anerkennung der progressiv eingestellten Parteimitglieder. Zwar erwuchs ihm in Virginia mit der Zeit eine starke Opposition, zu der unter anderem Carter Glass zählte, doch auch das von seinen Gegnern eingeführte Primary-System konnte ihn politisch nicht beschädigen: Martin gewann stets die Vorwahlen und wurde sowohl 1905 als auch 1911 als Senator wiedergewählt.
Sein gewachsener Einfluss führte 1911 schließlich dazu, dass er im Senat den Posten des Minority Leader bei den zu diesem Zeitpunkt in der Opposition befindlichen Demokraten einnahm. Als Woodrow Wilson 1912 zum US-Präsidenten gewählt wurde, schien dies für Martin ein Problem darzustellen, da er dessen Nominierung durch die Partei bis zuletzt zu verhindern versucht hatte. Nach Wilsons Amtsantritt fanden beide jedoch einen Weg zur Zusammenarbeit. Martin sicherte dem Präsidenten die benötigten Mehrheiten im Senat und gab dessen Anhängern in Virginia gleichzeitig zu verstehen, dass sie im Gegenzug seine Wiederwahl und die seines Co-Senators Claude A. Swanson zu unterstützen hätten.
Er wurde 1917 noch einmal Floor Leader der demokratischen Mehrheitsfraktion; auch nach dem Verlust der Mehrheit bei den Wahlen von 1918 führte er seine Parteikollegen weiter an. In Virginia war er zuvor bei der ersten Volkswahl ohne Gegenkandidat in seinem Mandat bestätigt worden. Jedoch starb Thomas Martin am 12. November 1919, kurz nach dem Beginn seiner fünften Amtsperiode im Kongress. Er wurde auf dem Friedhof der University of Virginia beigesetzt.